# Mercedes-Benz W 139
Der Mercedes-Benz W 139, genannt Typ 170 VL, war ein Kübelwagen für den Geländeeinsatz, den Daimler-Benz 1936 als Nachfolger des Typs 170 VG entwickelte.
Sein Radstand wurde gegenüber dem Vorgänger um 75 mm gekürzt und beträgt somit 2525 mm. Die Frontpartie mit dem senkrecht stehenden Kühlergrill blieb unverändert. Auch hatte der Wagen nach wie vor den seitengesteuerten 1,7-Liter-Vierzylinder-Reihenmotor des Typs 170 V mit einer Verdichtung von 6,5:1 und einer Leistung von 38 PS (28 kW) bei 3400/min. Der Motor entwickelt ein maximales Drehmoment von 100 Nm (10,2 mkp) bei einer Drehzahl von 1800/min. Ein unsynchronisiertes Fünfgang-Getriebe leitet die Kraft an alle vier Räder weiter, denn der Allradantrieb war nun nicht mehr abschaltbar, wie beim Vorgänger. Ebenso war das Vierganggetriebe entfallen. Dafür hatte der Typ 170 VL eine Allradlenkung eingebaut, wobei die Lenkung für die Hinterachse abschaltbar ist. Die Hinterräder hängen an einer schraubengefederten Pendelachse. Die Vorderachse hat zwei Querblattfedern. Alle vier Räder haben hydraulische Bremsen.
Die Höchstgeschwindigkeit des Fahrzeugs ist 82 km/h im Normalbetrieb. Mit Allradlenkung sind nur 30 km/h zu erreichen.
Die Wehrmacht erhielt 42 Wagen, aber wieder war das Interesse so gering, dass kein Anschlussauftrag erfolgte.
Neben den vorbeschriebenen, wenig erfolgreichen Modellen des Unternehmens kam es mit der Baureihe Mercedes-Benz W 142 und den Typen 320 WK sowie 340 WK doch noch zu nennenswerten Lieferungen von Kübelwagen an die Wehrmacht.